# Pfändungs- und Einziehungsverfügung
Die Pfändungs- und Einziehungsverfügung ist in Deutschland eine Maßnahme der Zwangsvollstreckung auf dem Gebiet des Verwaltungs- oder Steuerrechts. Die Pfändungs- und Einziehungsverfügung wird von der zuständigen Vollstreckungsbehörde selbst erlassen. Das ist beispielsweise das Finanzamt, das Hauptzollamt oder die Stadtkasse.

## Voraussetzungen
TitelDer Erlass einer Pfändungs- und Einziehungsverfügung setzt zunächst einen vollstreckbaren Titel voraus. Dieser Titel ist in der Regel ein Leistungsbescheid, den der zuständige Fachbereich dem Schuldner übersandt hat. Dieser Leistungsbescheid muss grundsätzlich rechtskräftig sein. Ausnahmen hiervon sind zum Beispiel die Anordnung der sofortigen Vollziehung im Leistungsbescheid und Nebenforderungen des Vollstreckungsverfahrens (Mahngebühren und Vollstreckungskosten), für die kein eigener Leistungsbescheid ergehen muss, wenn sie mit der Hauptforderung beigetrieben werden.
Fälligkeit der LeistungDie Geldleistung, zu der der Schuldner mit dem Leistungsbescheid aufgefordert wurde, muss fällig sein.
SchonfristDem Schuldner ist eine Schonfrist von einer Woche nach Bekanntgabe des Leistungsgebotes zu gewähren. Ist im Leistungsbescheid keine Fälligkeit genannt, berechnet sich die Wochenfrist nach der Bekanntgabe des Leistungsbescheides.
MahnungIm Regelfall ist der Schuldner vor der Einleitung der Vollstreckung zu mahnen. Ausnahmen bestehen zum Beispiel dann, wenn die Mahnung den Erfolg der Zwangsvollstreckung verhindern würde oder der Aufenthaltsort des Schuldners nicht ermittelt werden kann.
Eine Anhörung des Schuldners vor Erlass der Pfändungs- und Einziehungsverfügung ist im Gegensatz zum Zivilrecht nicht erforderlich, da ansonsten der Vollstreckungsschuldner die Zwangsvollstreckung vereiteln könnte.

### Inhalt
Die Pfändungs- und Einziehungsverfügung muss in ihrem gesamten Inhalt so deutlich formuliert sein, dass Verwechslungen ausgeschlossen sind (Erfordernis der Bestimmtheit eines Verwaltungsaktes). Die inhaltlichen Mindestanforderungen sind daher:
- die Bezeichnung des Vollstreckungsschuldners,
- die Bezeichnung des Drittschuldners als Adressat der Pfändungs- und Einziehungsverfügung,
- die genaue Bezeichnung des Gegenstandes, in den vollstreckt werden soll, also die Forderung. Im Rahmen einer Kontopfändung ist es aber zum Beispiel nicht erforderlich, die Kontonummer anzugeben, da die Pfändung in die „gesamte Geschäftsbeziehung“ für die Bestimmtheit ausreichend ist.
- der Betrag, wegen dessen die Pfändungs- und Einziehungsverfügung ergeht,
- das Verbot an den Drittschuldner, an den Vollstreckungsschuldner zu leisten,
- das Gebot an den Vollstreckungsschuldner, sich jeder Verfügung über die Forderung zu enthalten und
- die Anordnung der Einziehung der Forderung.

Die Aufforderung zur Abgabe dieser Erklärung kann in die Pfändungsverfügung aufgenommen werden. Der Drittschuldner haftet der Vollstreckungsbehörde für den Schaden, der aus der Nichterfüllung seiner Verpflichtung entsteht. Er kann zur Abgabe der Erklärung durch ein Zwangsgeld angehalten werden (z. B. § 316 Abs. 2 AO).
Die Pfändung und die Einziehung können auch in getrennten Verfügungen erfolgen, so dass eine Pfändungsverfügung und eine Einziehungsverfügung von der Vollstreckungsbehörde zeitlich getrennt erlassen werden können. Von Bedeutung ist das insbesondere bei Erlass des sog. Dinglichen Arrests gem. § 324 Abgabenordnung, der lediglich auf die Sicherung des Anspruchs, nicht auf dessen Beitreibung in Form der Einziehung als Verwertungsakt ausgerichtet ist.

### Wirksamwerden
Die Pfändungs- und Einziehungsverfügung wird mit der Zustellung an den Drittschuldner wirksam (z. B. § 309 Abs. 2 AO). Im Regelfall erfolgt die Zustellung durch die Post mit Zustellungsurkunde, kann aber auch durch einen Vollziehungsbeamten oder Gerichtsvollzieher erfolgen.
Die Mitteilung an den Vollstreckungsschuldner über die Zustellung an den Drittschuldner ist keine Voraussetzung für das Wirksamwerden der Verfügung. Sie ist trotzdem unerlässlich, da die Pfändungs- und Einziehungsverfügung das Gebot an den Vollstreckungsschuldner enthält, sich jeder Verfügung über die Forderung zu enthalten. Diese Mitteilung erfolgt in der Praxis immer erst dann, wenn die Pfändungs- und Einziehungsverfügung nachweisbar zugestellt wurde und daher bereits wirksam ist.

### Wirkung
Mit der Zustellung einer rechtmäßigen Pfändungs- und Einziehungsverfügung an den Drittschuldner entsteht ein öffentlich-rechtliches Pfändungspfandrecht an der gepfändeten Forderung. Der Drittschuldner kann mit befreiender Wirkung nur noch an den Vollstreckungsgläubiger leisten. Leistet er an den Vollstreckungsschuldner, muss er trotzdem nochmals an den Vollstreckungsgläubiger leisten.

### Rechtsmittel
Die Pfändungs- und Einziehungsverfügung kann im Verwaltungsrecht in der Regel mit dem Widerspruch angefochten werden. Im Zuge der Verwaltungsmodernisierung haben einige Bundesländer per Gesetz das Widerspruchsverfahren auf einigen Gebieten des Verwaltungsrechts abgeschafft (z. B. Niedersachsen), so dass in diesen Fällen nur noch die Klage beim Verwaltungsgericht zulässig ist.
Im Steuerrecht ist der Einspruch das zulässige Rechtsmittel.

### Pfändungsschutz
Bestehen rechtliche Zweifel, so wird der Überweisungsbeschluss ausgesetzt. Die Pfändungsverfügung bleibt zur Wahrung des Rangs bestehen.
Zahlreiche Vorschriften schützen den Schuldner davor, dass ihm durch die Pfändung die notwendige Lebensgrundlage entzogen wird. Zu den bekanntesten Schutzvorschriften gehören:
- die Pfändungsfreigrenzen zum Schutz des Arbeitseinkommens (§ 850c ZPO) und
- der Schutz eines gepfändeten Guthabens bei einem Kreditinstitut (§ 835 Abs. 3 ZPO).

Zu den Pfändungsschutzvorschriften zählen zum Beispiel auch die Regelungen über:
- unpfändbare Bezüge (§ 850a ZPO),
- bedingt pfändbare Bezüge (§ 850b ZPO) und
- die Änderung der Pfändungsfreigrenzen (§ 850f ZPO).

Die Pfändungsschutzvorschriften der ZPO gelten auch im öffentlichen Recht. Die entsprechenden Anträge sind bei der Vollstreckungsbehörde einzureichen, die die Pfändungs- und Einziehungsverfügung erlassen hat.

## Rechtsgrundlagen
Im Verwaltungsrecht sind die Rechtsgrundlagen sehr vielfältig, da jedes Bundesland und auch der Bund eigene Gesetze haben. Eine Liste der Vorschriften von Bund und Ländern findet man im Artikel Verwaltungsvollstreckungsgesetz.
Im Steuerrecht wird nach der Abgabenordnung vollstreckt. Das gilt auch für das Zollrecht. Teilweise wird durch die Verweisung im jeweiligen Landesvollstreckungsgesetz auf die AO auch in den Bundesländern und Gemeinden nach den Regeln der §§ 249 ff. AO vollstreckt.